# Giorgio Sincello
Giorgio Sincello (in greco Γεώργιος Σύγκελλος?, Geórgios Sýnkellos; 750? – 814) è stato uno storico bizantino.

## Biografia
Giorgio Sincello visse da monaco molti anni in Giudea. Giunse quindi a Costantinopoli per ricoprire, dal 784 all'806, la carica di sincello del patriarca Tarasio. Il  sincello, cioè il segretario personale, era la persona più importante nella gerarchia ecclesiastica, inferiore solo al patriarca stesso, di cui solitamente era il successore designato. Giorgio Sincello, tuttavia, non succedette a Tarasio, ma si ritirò in monastero dove scrisse la sua Selezione di cronografia (Ἐκλογὴ τῆς χρονογραφίας), ossia una storia universale che copriva gli anni dalla creazione del mondo fino al regno di Diocleziano.
Giorgio Sincello continuò la struttura di Sesto Giulio Africano, suddividendo gli argomenti per anno e organizzandoli in stretto ordine cronologico. Il testo è continuamente interrotto da lunghe tavole di date, così marcatamente che il filologo tedesco Karl Krumbacher ha descritto l'opera come «una immensa lista di fatti storici annotata, più che una storia universale».
Sincello si rivela come uno strenuo difensore dell'ortodossia, e ricorre a frequenti citazioni dei Padri della Chiesa, come Gregorio Nazianzeno e Giovanni Crisostomo. Tali frammenti di scrittori antichi e citazioni da libri apocrifi (tra cui il Libro di Enoch) rendono la sua opera particolarmente apprezzabile. Ad esempio, considerevoli porzioni del testo originale della Cronaca di Eusebio di Cesarea sono state ricostruite grazie al suo aiuto.
Le sue fonti principali furono Anniano di Alessandria e Panodoro di Alessandria, monaci che scrissero attorno al V secolo e dai quali Giorgio acquisì gran parte della sua conoscenza degli scritti di Manetone sull'antico Egitto; altre sue fonti furono Eusebio, Dessippo e Sesto Giulio Africano.
La storia di Sincello fu continuata, dopo la sua morte, dall'amico Teofane Confessore. Anastasio compose una Storia tripartita (Historia tripartita) in latino, a partire dalle cronache di Sincello, di Teofane e del patriarca Niceforo. Giorgio Monaco (detto Amartolo) compose una Cronaca. in lingua greca, che arriva alla morte di Teofilo, nell'842, e anche alla fine della dinastia amorea.
Il testo della Cronaca del Sincello ebbe ampia diffusione manoscritta. Nel 1606 Giuseppe Giusto Scaligero pubblicò i frammenti greci del Libro di Enoch ivi contenuti; fino agli inizi dell'Ottocento (con la pubblicazione della versione etiopica) sarà questa l'unica evidenza letteraria disponibile in Occidente del "perduto" testo apocrifo. L'intera Cronaca del Sincello apparve a stampa per la prima volta nel 1652 a cura di Jacques Goar. Seguirono le edizioni critiche di Wilhelm Dindorf nel 1829, di Alden A. Mosshammer nel 1984 e di William Adler e Paul Tuffin nel 2002.

## Edizioni
- Jacques Goar, ed., Georgii Monachi Chronographia, ab Adamo usque ad Diocletianum, Paris: Typographia regia, 1652 (rist. 1729) - editio princeps
- Wilhelm Dindorf, Georgius Syncellus et Nicephorus Cp., Bonn: Weber, 1829 (vol. 1, vol. 2)
- Alden A. Mosshammer, ed., Georgii Syncelli Ecloga chronographica, Leipzig, Teubner, 1984.
- William Adler, Paul Tuffin, eds. The chronography of George Synkellos: a Byzantine chronicle of universal history from the creation, Oxford, Oxford University Press, 2002.